# Hrabstwo Holt (Nebraska)
Hrabstwo Holt (ang. Holt County) – hrabstwo w stanie Nebraska w Stanach Zjednoczonych. Obszar całkowity hrabstwa obejmuje powierzchnię 2 417,50 mil2 (6 261,31 km²). Według danych z 2010 r. hrabstwo miało 8 701 mieszkańców. Hrabstwo powstało w 1876 roku i nosi imię Josepha Holta - osiemnastego poczmistrza generalnego Stanów Zjednoczonych i dwudziestego piątego sekretarza wojny Stanów Zjednoczonych.

## Sąsiednie hrabstwa
- Hrabstwo Boyd (północ)
- Hrabstwo Knox (wschód)
- Hrabstwo Antelope (południowy wschód)
- Hrabstwo Wheeler (południe)
- Hrabstwo Garfield (południe)
- Hrabstwo Loup (południowy wschód)
- Hrabstwo Rock (zachód)
- Hrabstwo Keya Paha (północny zachód)

## Miasta
- Atkinson
- O’Neill

## Wioski
- Chambers
- Emmet
- Ewing
- Inman
- Page
- Stuart